# Comté du Darling central
Le comté du Darling central (en anglais : Central Darling Shire) est une zone d'administration locale située dans l'État de Nouvelle-Galles du Sud en Australie.

## Géographie
Situé dans l'ouest de la Nouvelle-Galles du Sud, il est avec une superficie de 53 511 km2, la plus vaste zone d'administration locale de l'État. Traversé par la Barrier Highway, le comté est une région d'élevage, d'horticulture et de cultures variées, d'industrie minière et de tourisme.
Le comté comprend les localités de Wilcannia, Ivanhoe, Menindee et White Cliffs.

## Démographie
La population s'élevait à 1 833 habitants en 2016.

## Politique et administration
Depuis 2014, le comté est dirigé par un administrateur nommé par le gouvernement. La fonction est occupée par Robert Stewart depuis le 25 janvier 2019.